# Ilja Tschernyschow
Ilja Tschernyschow (kasachisch-kyrillische Schreibweise Илья Чернышов, auch Ilya Chernyshov; * 6. September 1985 in Pawlodar) ist ein ehemaliger kasachischer Radrennfahrer.

## Sportliche Laufbahn
2004 startete Ilja Tschernyschow bei den Olympischen Spielen in Athen im Zweier-Mannschaftsfahren und belegte gemeinsam mit seinem Partner Juri Juda Platz zwölf.
2005 und 2006 fuhr Tschernyschow für das kasachische Continental Team Capec. In seinem zweiten Jahr konnte er die Ägypten-Rundfahrt für sich entscheiden. Bei den Asienspielen 2006 belegte er im Straßenrennen den fünften Platz; auf der Bahn errang er mit  Alexei Ljalko Silber im Zweier-Mannschaftsfahren und Bronze im Punktefahren. Den Wettbewerb des Mannschaftszeitfahrens gewann er mit seinen Landsmännern, die allesamt beim kasachischen Radsportteam Capec unter Vertrag standen.

## Palmarès

### Straße
2006
- Gesamtwertung und eine Etappe Ägypten-Rundfahrt
- Asienspiele – Mannschaftszeitfahren

2008
- eine Etappe Golden Jersey (Mannschaftszeitfahren)

### Bahn
2006
- Asienspiele – Zweier-Mannschaftsfahren (mit Alexei Ljalko)
- Asienspiele – Punktefahren

## Teams
- 2005 Capec
- 2006 Capec
- 2008 Ulan